# Talonico
I Talonico (talvolta anche Tanolico, Talonigo,  Tolonigo o Tolonegi) furono una famiglia patrizia veneziana, annoverata fra le cosiddette Case Nuove.

## Storia
Antica famiglia veneta di origine incerta, forse discendente dalla gens dei Tornariti e probabilmente presente a Venezia fin da epoche remotissime, avrebbe dato alla città antichi tribuni.
I Talonico dovevano essere già presenti in territorio lagunare poco dopo la calata dei Longobardi nella Penisola, con un gruppo giunto da Heracliana tra i secoli VII e IX. Secondo la tradizione, questi si sarebbero installati a Castello, dove avrebbero fondato la Chiesa di San Giovanni in Bragora.
Le fonti dimostrano che questo casato fu permanentemente presente nell'antico Consilium tra il 1261 e il 1286, e ancora tra il 1293 e il 1295 (con un tal Marino Talonico da Castello), e in seguito incluso nel Maggior Consiglio al tempo della serrata (1297).
Il ramo patrizio si estinse probabilmente nel 1312 o nel 1322 con certo Dardi Talonico, benché alcuni studiosi lo diano presente ancora negli anni Quaranta del secolo.

## Membri illustri
- Domenico IV Talonico († 945), ecclesiastico, vescovo di Castello;
- Pietro Talonico († 1343), ecclesiastico, vescovo di Equilio.